# 홀뮴

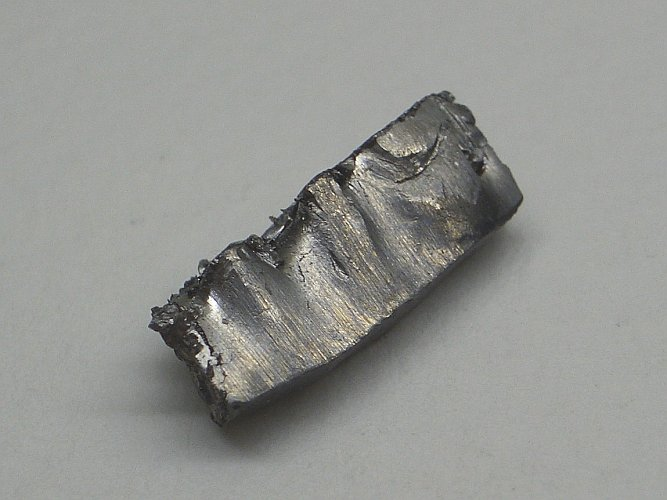

홀뮴(←영어: Holmium 홀미엄[*], 문화어: 홀미움←독일어: Holmium 홀미움[*])은 화학 원소로 기호는 Ho(←라틴어: Holmium 홀미움[*]), 원자 번호는 67이다. 미량으로 순수하게 얻기 어렵다. 홀뮴의 이름은 스웨덴 스톡홀름의 라틴어 이름인 홀미아에서 유래되었다. 무르고 가단성이 있는 은백색 금속으로 순수한 상태로 발견되기에는 반응성이 높다. 하지만 분리되면 상온의 건조한 공기에서 비교적 안정하게 존재한다. 홀뮴은 물과 반응하며 쉽게 부식되고 열이 가해졌을 때 공기 중에서 연소하기도 한다.
자연적인 화합물과 거의 모든 화합물에서 홀뮴의 산화수는 +3이다. 3가의 홀뮴 이온은 각자의 독자적인 스펙트럼의 빛을 내기는 하지만 많은 다른 희토류 원소들처럼 형광 성질이 있다. 또한 홀뮴은 다른 희토류 원소처럼 레이저와 유리 착색제로 쓰이기도 한다.
홀뮴은 원소들 중에서 가장 높은 투자율을 가지고 있다. 그래서 강력한 영구자석의 자극편으로 쓰인다. 홀뮴의 중성자를 강하게 흡수하는 능력은 원자로에서 가연성 독물로 활용되기도 한다.

## 성질

### 물리적 성질
홀뮴은 비교적 무르고 가단성이 있는 원소로 표준 온도와 압력의 건조한 공기에서 상당히 내식성이 있고 안정하다. 습기가 많고 온도가 높을 때는 노란색 산화물을 만들며 산화된다. 순수한 상태에서는 홀뮴은 금속적인 밝은 은색 광택을 가지고 있다.
홀뮴 산화물은 빛의 종류에 따라서 상당히 극적으로 색깔이 변하는 성질이 있다. 자연적인 빛에서는 황갈색을 띤 노란색이다. trichromatic light 밑에서는 불타는 듯한 주홍색을 띠는데 이 색은 같은 종류의 빛 아래에 있는 어븀 산화물과 거의 구별되지 않는다. 이러한 색깔 변화는 홀뮴의 선명한 흡수선이 형광체처럼 행동하는 유로퓸, 터븀의 3가 양이온의 선명한 방출선의 부분집합과 상호작용을 일으키기 때문이다.
홀뮴은 자연적으로 존재하는 모든 원소들 중에서 가장 높은 자기 모멘트를 가지고 있고(10.6) 특이한 자기적 성질을 가지고 있다. 이트륨과 결합하면 높은 자성을 가진 물질을 만든다. 홀뮴은 보통 때는 상자성을 띠지만 19 K 이하의 온도에서는 강자성을 띤다.

### 화학적 성질
홀뮴 금속은 공기 중에서 천천히 광택을 잃으며 산화 홀뮴(lll)을 생성하며 쉽게 연소한다.
4 Ho + 3 O2 → 2 Ho2O3
홀뮴은 꽤 전기양성적이고 일반적으로 +3의 산화수를 갖는다. 찬물과 천천히 반응하며 뜨거운 물에서는 꽤 빠르게 반응해 홀뮴 수산화물을 생성한다.
2 Ho (s) + 6 H2O (l) → 2 Ho(OH)3 (aq) + 3 H2 (g)
홀뮴 금속은 모든 할로젠들과 반응한다.
2 Ho (s) + 3 F2 (g) → 2 HoF3 [분홍색]
2 Ho (s) + 3 Cl2 (g) → 2 HoCl3 [노란색]
2 Ho (s) + 3 Br2 (g) → 2 HoBr3 [노란색]
2 Ho (s) + 3 I2 (g) → 2 HoI3 [노란색]
홀뮴은 묽은 황산에 쉽게 용해되어서 노란색 홀뮴(lll) 이온을 포함한 용액을 만드는데 이는 [Ho(OH2)9]3+ 집합체로 존재한다.
2 Ho (s) + 3 H2SO4 (aq) → 2 Ho3+ (aq) + 3 SO42- + 3 H2 (g)
수용액 속의 홀뮴은 Ho3+이온이 물 분자 9개에 둘러싸인 형태로 존재한다. 홀뮴은 산에 녹는다.

### 동위 원소
자연적인 홀뮴은 단 하나의 안정 동위 원소인 홀뮴-165를 가진다. 몇몇 인공적인 방사성 동위 원소가 알려져 있는데 그중 가장 안정한 것은 홀뮴-163으로 반감기가 4570년이다. 다른 방사성 동위 원소들은 거의 반감기가 1.117일을 넘지 못하며 대부분 3시간 이하의 반감기를 가진다. 그렇지만 준안정한 166m1Ho는 대략 1200년의 반감기를 가지는데 이는 그 높은 스핀 때문이다. 높은 들뜸에너지를 가지고 있는 이 동위 원소가 붕괴할 때 특정하게 풍부한 감마선 스펙트럼이 방출된다. 그래서 이 홀뮴 동위 원소는 핵물리학 실험에서 에너지 반응과 감마선 분광계의 고유한 효율성을 측정하는 데 쓰인다.

## 이용
홀뮴은 모든 원소들 중에서 가장 강한 자기적 성질을 가지고 있으므로 강력한 자석의 자기극편(magnetic pole piece)으로 사용되어 인공적으로 강력한 자기장을 만들 때 사용된다. 홀뮴이 도핑된 이트륨 철 가넷(YIG)과 플루오린화 이트륨 리튬(YLF)은 고체 레이저에 사용되며 Ho-YIG는 광 절연체와 마이크로파 장치에 상요된다. 홀뮴 레이저는 2.1 마이크로미터 파장의 빛을 발생시키는데, 이는 의료 분야와 광섬유에서 사용된다.
홀뮴은 큐빅 지르코니아나 유리에 색을 입히는데도 쓰이는데, 노란색이나 붉은색 색상을 입힐 수 있다. 홀뮴 산화물이나 홀뮴 산화물 용액(주로 과염소산에 용해된)을 포함한 유리는 스펙트럼선 200–900 nm의 범위에서 빛 흡수의 최댓값을 가지는데, 이는 분광기의 교정 표준기로 사용된다.

## 같이 보기
- 분류:홀뮴 화합물
- 6주기 원소